# Ana Paleólogo Cantacuceno
Ana Paleólogo Cantacuceno (en griego: Άννα Καντακουζηνή; fallecida después de 1313) fue la sobrina del emperador bizantino Miguel VIII Paleólogo, segunda esposa de Nicéforo I Comneno Ducas de Epiro y regente de Epiro a su muerte alrededor de 1297.

## Antecedentes
Ana fue la tercera de las cuatro hijas de Juan Cantacuceno y su esposa Irene Paleólogo, hermana de Miguel VIII Paleólogo. Ana y sus tres hermanas vivieron hasta la edad adulta, ellas eran: Teodora Raúl, esposa de Jorge Muzalon, María Paleólogo Cantacuceno, zarina consorte de Bulgaria y Eugenia Paleólogo Cantacuceno, esposa de Sirgiano y madre de Sirgiano Paleólogo.

## Matrimonio con Nicéforo
Ana se casó en el otoño de 1264 con Nicéforo I Comneno Ducas, como parte de un acuerdo de paz entre su tío el emperador Miguel y el padre de Nicéforo Miguel II Comneno Ducas, el líder del partido pro-bizantino en Epiro. Ana dominó a su marido al igual que sus hermanas María y Teodora hicieron con los suyos. Ella se convirtió en despotisa de Neopatria en 1289. Nicéforo se había casado una vez antes con María, la hija del emperador Teodoro II Láscaris y tuvo una hija, Catalina.
Después de la restauración de la ortodoxia bajo Andrónico II Paleólogo en 1282, Nicéforo renovó la alianza con el Imperio bizantino a través de Ana, quien viajó a Constantinopla para concertar el tratado; Ana misma sirvió a los intereses de la corte bizantina. En 1284 atrajeron a Miguel, el hijo de Juan I Ducas de Tesalia a Epiro a con la promesa de una alianza dinástica, y lo habían arrestado y enviado a Constantinopla. Esto llevó a Nicéforo en una guerra contra su medio hermano, que devastó los alrededores de Arta en represalia en 1285. Ana se embarcó en un ambicioso proyecto de unir a las casas de Epiro y Constantinopla casando a su hija Tamar con Miguel IX Paleólogo, hijo de Andrónico II y coemperador. Aunque este proyecto fracasó, en 1290 su joven hijo Tomás fue conferido la dignidad de déspota por el emperador.
La aristocracia anti-bizantina persuadió a Nicéforo abrir negociaciones con el rey Carlos II de Nápoles en 1291, lo que provocó una invasión bizantina. Esto selló la alianza con Nápoles, y la intervención de Carlos II a través de sus vasallos el conde Ricardo Orsini de Cefalonia y el príncipe de Acaya, Florencio de Henao, ayudó a contener el avance bizantino. La pareja ahora casó a su segunda hija María con el heredero de Cefalonia y a su hija Tamar con el hijo de Carlos II Felipe I de Tarento. A Tamar se le dio el derecho a heredar Epiro en lugar de su hermano, y Carlos II prometió que le permitiría permanecer en la fe ortodoxa. La boda tuvo lugar en 1294 y consistió en la transferencia de varias fortalezas costeras a Felipe como dote de Tamar. Felipe recibió a la vez de su padre los derechos y reclamos en Grecia.

## Regencia
Nicéforo murió entre septiembre de 1296 y julio de 1298. Ana aseguró la sucesión de su hijo menor Tomás, aunque le había prometido a Felipe heredar Epiro por derecho de su esposa Tamar. Carlos II de Nápoles pidió que Epiro fuera entregado a Felipe y Tamar, pero Ana se negó, alegando que el acuerdo se había roto cuando Tamar se había visto obligada a abandonar su fe ortodoxa. En 1304 Ana buscó el apoyo del emperador Andrónico II. Una alianza fue concluida y sellada por el matrimonio del joven Tomás con Ana Paleóloga, la hija del coemperador Miguel IX Paleólogo, nieta de Andrónico.
El matrimonio real tuvo lugar en 1307 o 1313. Mientras tanto Carlos II envió tropas a Epiro, pero fueron repelidos y los epirotas avanzaron hacia las tierras de los angevinos en los Balcanes occidentales, recuperando Butrinto y Naupacto en 1304-1305. Una nueva invasión angevina en 1307, con el objetivo de derrocar a Ana terminó con un compromiso por el cual se le cedió a Felipe de Tarento muchas de las fortalezas que habían sido recuperadas por los epirotas en la guerra anterior.
Ana es mencionada por última vez como parte de la lista de Barones «de Romania» con los que la República de Venecia mantuvo relaciones en 1313, su destino es desconocido después de este punto.